# Claude Allen (Leichtathlet)
Claude Allen (Claude Arthur Allen; * 29. April 1885 in Olean, New York; † 18. Januar 1979 in Roselle, New Jersey) war ein US-amerikanischer Stabhochspringer.
Bei den Olympischen Spielen 1904 in St. Louis wurde er Fünfter mit 3,35 m.
1907 wurde er US-Hallenmeister. Seine persönliche Bestleistung von 3,73 m stellte er am 7. September 1907 in Norfolk auf.